# 破碎時光
《破碎時光》（又译作）是一款章節式劇情的指向與點擊冒險遊戲，開發主導者為曾製作過《神通鬼大》等作品的提姆·謝弗。本作由謝弗的Double Fine Productions製作並發行，在Microsoft Windows、OS X、Linux、iOS和Android平台上推出。遊戲目前分為兩部開發，第一部（Act 1）已於2014年1月28日上市。
《破碎時光》最初是一項在Kickstarter網站上的群眾募資計劃，由Double Fine和2 Player Productions在2012年2月共同發起，當時使用「Double Fine Adventure」作為暫定遊戲標題（內部開發代碼為「Reds」）。原始的募資目標為400,000美元，將用於支付開發和過程紀錄片製作費用。很快地，「Double Fine Adventure」就成為當時最大型的電子遊戲群眾募資計劃，在上線後一個月內吸引了87,000名以上的捐助者，並募得超過345萬美元。在各種類型的募資計劃中，《破碎時光》是募得最高金額的計劃之一，計劃的成功也讓群眾募資成為電子遊戲開發資金的來源之一，而不只是由傳統的創投基金和發行商提供。此外，《破碎時光》的開發過程被製作成了紀錄片影集，由2 Player Productions負責拍攝。

## 遊戲性
《破碎時光》是一款指向與點擊式冒險遊戲，玩者可操控主角在畫面場景中移動、檢視物品，並透過與非玩者角色（NPC）對話來獲得關於遊戲世界的更多資訊。遊戲中有兩名可操縱的角色，分別身處不同的世界；玩者可隨時透過遊戲界面在兩名角色間切換，但兩名角色之間並沒有直接的互動關係。與早期冒險遊戲的「動詞列表」系統不同，《破碎時光》採用了「適境」（context-sensitive）的動作指令系統，玩者只需點擊畫面中的要素即可與之互動，系統將自動判斷並採取相應的動作（例如「拿起」、「使用」、「打開」或「交談」等）。兩名角色有各自分開的物品清單，將物品拖曳至畫面上的各個「適境」區域即可使用，或拖曳到其他物品上則可將兩者組合。

## 評價

### 媒體評價
| 汇总媒体   | 得分                |
| ---------- | ------------------- |
| Metacritic | 82/100 (61 reviews) |

| 媒体          | 得分   |
| ------------- | ------ |
| Destructoid   | 9.5/10 |
| Eurogamer     | 7/10   |
| Game Informer | 8/10   |
| IGN           | 9.5/10 |
| Polygon       | 9/10   |

《破碎時光》的第一部在媒體間有著普遍正面的評價，在評分集計網站Metacritic上獲得了82/100的分數。Rev3Games的亞當·賽斯勒給予《破碎時光》4/5分，並將之評為一款美麗並有著優秀且幽默劇本的作品。Polygon的賈斯汀·麥克艾洛伊（Justin McElroy）認為《破碎時光》中的角色「平易近人、荒誕又不幸，同時也勇敢並充滿真心誠意」，因此讓遊戲有著「在其他『風趣』遊戲中經常缺少的深度」。在第一部上市後不到一個月，謝弗表示遊戲銷售的收入已足夠支付第二部的開發費用。

### 影響
對於數百萬美元開發費用的遊戲計劃來說，這項募資活動的成功，讓群眾募資成為在發行商出資（並主控）之外的一項選擇。「Rock, Paper, Shotgun」網站的約翰·沃克指出，雖然這項計劃的成功並未對發行商帶來嚴重威脅，但將能讓發行商開始自我檢討是否與玩者需求脫節。VG247的強尼·庫侖（Johnny Cullen）將Double Fine的這項募資計劃與Radiohead的《In Rainbows》專輯相比。在實體版本上市前，該專輯便先於官方網站上以「自由樂捐」（pay-what-you-want）的定價方式銷售，而跳過了來自音樂出版商的干預。庫侖並提到曾有遊戲開發者群眾募資失敗的前例，且並不保證在未來複製這項模式便會獲得成功，他認為Double Fine是一間獨特的公司，且有著一群忠實的支持者，而這樣的特質並非其他開發者所擁有。
《破碎時光》募資的成功，對於冒險類型遊戲產生了特別顯著的影響，也啟發了許多著名的開發者，讓他們開始利用Kickstarter等平台作為重回冒險遊戲開發的第一步。在「Double Fine Adventure」募資成功後的數個月內，包括《斷劍》、《狩魔獵人》、《幻想空間》、《宇宙傳奇》和《神探墨菲》等作品的創作者都成功在Kickstarter募得開發所需資金。

## 資料來源
1. ↑  . Polygon. 2013-02-06  [2013-07-29]. （原始内容存档于2013-07-29）.
2. ↑  . GamesRadar.   [2013-12-11]. （原始内容存档于2013-12-19）.
3. ↑  Mutelef, Jeffrey. . Eurogamer. 2014-01-10  [2014-01-10]. （原始内容存档于2014-01-10）.
4. ↑  .   [2014-07-23]. （原始内容存档于2015-10-09）.
5. ↑  http://steamcommunity.com/app/232790/discussions/0/46476690858730493/
6. ↑  . The International House of Mojo. 2012-09-21  [2012-11-11]. （原始内容存档于2012-12-26）.
7. ↑  Farokhmanesh, Megan. . Polygon. 2013-11-03  [2013-11-03]. （原始内容存档于2013-11-04）.
8. ↑  . Metacritic.   [2014-03-06]. （原始内容存档于2014-03-03）.
9. ↑  . Destructoid.   [2014-02-01]. （原始内容存档于2014-01-31）.
10. ↑  Whitehead, Dan. . Eurogamer. 2014-01-16  [2014-01-16]. （原始内容存档于2014-01-16）.
11. ↑  Cork, Jeff. . Game Informer. 2014-01-14  [2014-01-16]. （原始内容存档于2014-01-18）.
12. ↑  Sliva, Marty. . IGN. 2014-01-16  [2014-01-16]. （原始内容存档于2014-01-17）.
13. 1 2  McElroy, Justin. . Polygon. 2014-01-15  [2014-01-16]. （原始内容存档于2014-01-16）.
14. ↑  Sessler, Adam. . Rev3Games. Revision3.   [2014-02-28]. （原始内容存档于2014-02-03）.
15. ↑  Sinclair, Brendan. . Gamesindustry.biz. 2014-02-21  [2014-02-21]. （原始内容存档于2014-02-21）.
16. ↑  Walker, John. . Rock, Paper, Shotgun. 2012-02-09  [2012-02-10]. （原始内容存档于2012-05-12）.
17. ↑  Cullen, Johnny. . VG247. 2012-02-09  [2012-02-09]. （原始内容存档于2012-02-11）.
18. ↑  Mackey, Bob. . 1UP.com. 12 June 2012  [28 August 2013]. （原始内容存档于2014-01-16）.
19. ↑  . Kickstarter. （原始内容存档于2014-07-14）.
20. ↑  . Kickstarter. （原始内容存档于2012-05-03）.
21. ↑  . Kickstarter. （原始内容存档于2014-07-22）.
22. ↑  . Kickstarter. （原始内容存档于2014-07-19）.

## 外部連結
- 官方网站
- Double Fine Adventure於Kickstarter